# Thelotrema tristanense
Thelotrema tristanense är en lavart som beskrevs av Øvstedal. Thelotrema tristanense ingår i släktet Thelotrema och familjen Graphidaceae.   Inga underarter finns listade i Catalogue of Life.